# Togiak Lake
Der Togiak Lake ist ein See glazialen Ursprungs im Südwesten von Alaska.
Der 39 km² große Togiak Lake befindet sich äußersten Osten des Togiak National Wildlife Refuge.
Der in Nord-Süd-Richtung 22,5 km lange und bis zu 2,4 km breite See befindet sich in einem Tal, das die östlich gelegenen Wood River Mountains von den Ahklun Mountains im Westen trennt. Der Togiak Lake liegt auf einer Höhe von 67 m.
Hauptzufluss ist der Izavieknik River, der vom nördlich gelegenen Upper Togiak Lake zufließt und über seinen Nebenfluss Trail Creek den High Lake entwässert. 
Der Togiak Lake speist den Togiak River. Dieser fließt vom südlichen Seeufer über eine Strecke von über 80 km zur Bristol Bay.